# Paul Josef Hankel
Paul Josef Hankel (* 15. Dezember 1856 in Esperstedt; † nach 1925) war ein deutscher Reichsgerichtsrat.

## Leben
Der Sohn eines Pfarrers studierte Rechtswissenschaften u. a. in Leipzig. Er wurde promoviert. Er wurde 1881 auf den preußischen Landesherrn vereidigt. 1892 beförderte man ihn zum Landrichter und 1900 zum Landgerichtsrat. Oberlandesgerichtsrat wurde er 1903. 1910 kam er vom Oberlandesgericht Frankfurt am Main an das Reichsgericht. Er war als Richter im VI. und II. Zivilsenat tätig. Er trat 1925 in den Ruhestand.

## Schriften
- Oeffentliche Zustellung der im § 794 Nr. 5 ZPO. bezeichneten Urkunden. In: Deutsche Juristen-Zeitung. Jahrgang 11, 1906, Sp. 530.